# Гринь Иванович
Гринь Иванович — печатник и гравёр XVI века, ученик Ивана Фёдорова.

## Биография
Родился в городке Заблудове Гродненского повета Великого княжества Литовского (совр. Польша). Был учеником издателя и книгопечатника Ивана Фёдорова в Заблудовской типографии. Позже в 1577—1579 годах учился у мастера художника Лаврентия Филипповича. После обучения делал шрифты и украшения для изданий Федорова во Львове и Остроге.
В 1582 году Гринь втайне от учителя уехал в Вильно. Там он работал на типографии Мамоничей, создав для них два комплекта курсивных шрифтов — один более крупный, второй меньше. Этот шрифт оставался единственным кириллическим курсивным шрифтом вплоть до 1730-х годов.

19 марта 1582 года Иван Фёдоров в отправился в Раду, где заявил, что его ученик Гринь Иванович, получив за счёт учителя образование и секреты мастерства, тайком, без какой-либо причины, покинул его. Присутствующий там друг первопечатника, Лаврентий Филиппович, заявил под присягой:
«он на протяжении двух лет подготовлял и учил живописному мастерству юношу Гринька Ивановича с подлясского города Заблудова, отданного ему в науку друкарем Иваном за назначенную соглашением награду. За его труды этот друкарь Иван заплатил ему сполна, а ученика позднее взял в свою типографию и научил своему искусству». — Е. Л. Немировский, «По следам первопечатника», из записи в актовых книгах, найденных историком и архивариусом Станиславом Пташицким.
Однако, в Вильно у Гринь дела не пошли и после окончания работы над шрифтами для Мамоничей, в 1583 году он был вынужден вернуться во Львов и просить своего бывшего учителя о прощении. Иван Фёдоров, «вняв его просьбам и ходатайству добрых людей», простил ученика и порвал все жалобы, составленные на Гриня. 26 февраля 1583 года в Гродском суде Иван Фёдоров и Гринь Иванович при свидетелях заключили мировую.
«Гринь, будучи под опекой друкаря, пана Ивана, научился за его счёт и благодаря его усердному старанию, живописи, столярному делу, формшнайдерству, гравированию на стали литер и других предметов, а также типографскому делу и за такое великое его благодеяние не должен был без его воли и совета никому из людей изготовлять литер или устраивать типографию. Друкарь позволил ему заниматься лишь теми ремеслами, которые он освоил при пане Иване, а именно живописью, столярным делом, формшнайдерством и резьбой по стали — всего, кроме литер для печатного дела. Потом тот Гринь, не попрощавшись с паном Иваном, внезапно выступил против пана Ивана и уехал в Вильну, где у пана Кузьмы Мамонича, виленского бурмистра, изготовил два русских шрифта». — Е. Л. Немировский, «По следам первопечатника», фрагмент из текста мировой.
Суд постановил, что если Гринь Иванович в будущем без разрешения Ивана Федорова изготовит литеры или шрифт для печатания или будет трудиться в какой-либо другой типографии, он должен будет заплатить штраф в 500 золотых, а также возместить Ивану Фёдорову причинённый ущерб — также в размере 500 золотых. Также Гринь обязался окончить работу над шрифтом, который он делал для Ивана Фёдорова.
После смерти Фёдорова в 1583 году сведения о Грине Ивановиче отсутствуют.